# Ле-Пюи-Сент-Репарад
Ле-Пюи-Сент-Репарад (фр. Le Puy-Sainte-Réparade) — коммуна на юго-востоке Франции в регионе Прованс — Альпы — Лазурный Берег, департамент Буш-дю-Рон, округ Экс-ан-Прованс, кантон Тре.
Площадь коммуны — 46,29 км², население — 5112 человек (2006) с выраженной тенденцией к росту: 5379 человек (2012), плотность населения — 116,2 чел/км².

## Население
Население коммуны в 2011 году составляло 5338 человек, а в 2012 году — 5379 человек.
| 1962 | 1968 | 1975 | 1982 | 1990 | 1999 | 2006 | 2011 | 2012 |
| ---- | ---- | ---- | ---- | ---- | ---- | ---- | ---- | ---- |
| 2641 | 2569 | 2859 | 3079 | 4414 | 4812 | 5112 | 5338 | 5379 |

Динамика населения:

## Экономика
В 2010 году из 3318 человек трудоспособного возраста (от 15 до 64 лет) 2392 были экономически активными, 926 — неактивными (показатель активности 72,1 %, в 1999 году — 69,2 %). Из 2392 активных трудоспособных жителей работали 2155 человек (1129 мужчин и 1026 женщин), 237 числились безработными (113 мужчин и 124 женщины). Среди 926 трудоспособных неактивных граждан 296 были учениками либо студентами, 269 — пенсионерами, а ещё 361 — были неактивны в силу других причин.
На протяжении 2010 года в коммуне числилось 1981 облагаемое налогом домохозяйство, в котором проживало 5165,5 человек. При этом медиана доходов составила 21 тысяча 095 евро на одного налогоплательщика.